# چارلز رنی مکینتاش
 چارلز رنی مکینتاش (انگلیسی: Charles Rennie Mackintosh؛ ۷ ژوئن ۱۸۶۸ – ۱۰ دسامبر ۱۹۲۸) یک معمار، نقاش، و طراح اهل بریتانیا بود. او مبدع پارچه ضد آب می باشد.